# Ларгу-Сан-Франсіску
23°32′59″ пд. ш. 46°38′13″ зх. д. / 23.549643446747° пд. ш. 46.637038390393° зх. д.
Ларгу-Сан-Франсіску або Площа Сан-Франсіску (порт. Largo São Francisco) — площа або місцевість в окрузі Се у центрі міста Сан-Паулу, Бразилія. Тут роозташований Юридичний факультет Університету Сан-Паулу, Школа комерції Алваріса Пентеаду, Церква ордена Третього покаяння та Конвент Сан-Франсіску. Звідси починається проспект Бригадира Луїса Антоніу.